# Parrano
Parrano är en ort och kommun i provinsen Terni i regionen Umbrien i Italien. Kommunen hade 505 invånare (2018).